# Pablito Tagura
Pablito Martinez Tagura SVD (ur. 15 stycznia 1962 w Tagodtod) – filipiński duchowny katolicki, wikariusz apostolski San Jose in Mindoro od 2023.

## Życiorys

### Prezbiterat
Święcenia kapłańskie otrzymał 17 grudnia 1988 w zgromadzeniu werbistów. Pracował przede wszystkim w seminarium w Quezon City, pełniąc funkcje m.in. ekonoma, dziekana studiów oraz rektora.

### Episkopat
17 grudnia 2022 papież Franciszek mianował go wikariuszem apostolskim San Jose in Mindoro. Święceń biskupich udzielił mu 17 lutego 2023 pro-prefekt Dykasterii ds. Ewangelizacji, kard. Luis Antonio Tagle.